# 魚翅瓜
魚翅瓜（學名：Cucurbita ficifolia）又名黑籽南瓜、北瓜，是葫芦科南瓜屬的一種，其種子、果實及綠葉可食用。雖然它与其他南瓜屬物種（例如：美洲南瓜）有密切的相關，在生物化學方面與其他物種不同，使本物種無法與其他同屬物種雜交。

## 原產地及分佈
魚翅瓜原產於美洲，但还不清楚最早的栽培中心所在地。由於魚翅瓜在中南美洲原住民語言中均被称作「chilacayohtli」，該名稱源自纳瓦特尔语（墨西哥的其中一個原住民語言），因此墨西哥地區被推測是原種植地，但考古證據表明秘魯可能才是最早的原種植地，因為那裡擁有本種最早的種植遺跡，無論如何，現有的生物系統分析仍無法證實以上任何理論。
考古記錄顯示，本種曾是古代美洲最廣泛種植的南瓜屬物種，其範圍從智利和阿根廷北部一直到墨西哥地區。現在，它已被引種到更北邊的加州南部。在16、17世紀，歐洲人將其引入到歐洲（尤其是法國和葡萄牙）、地中海沿岸以及印度地區。從那裡，它已被引進到世界其他許多地方，也被起了許多名稱。

## 在其他國家之語言俗名
- Chilacayote (在墨西哥和中美洲部分地區)
- Chiverre （哥斯達黎加）
- Calabaza china 「中国南瓜」之意　（古巴）
- クロダネカボチャ、黒種南瓜、フィシフォリア [3][4](日本)
- sambo (厄瓜多爾)
- Alcayota (在阿根廷)
- chila (葡萄牙)
- calabaza de cabello de angel (「天使頭髮南瓜」之意) (西班牙)
- potiron cheveux d'ange (「天使頭髮南瓜」之意) (法国)
- Alcayota (智利)
- Fig Leaved Gourd　[5](英国）
- Pie Melon （澳大利亞和新西蘭）

## 描述
屬於葫蘆科南瓜屬，像南瓜品種的大多數成員，是攀緣草本植物。在寒帶地區為一年生，熱帶地區則為多年生。
一般的南瓜物種有腫貯藏根，但本物種沒有。
莖可以生長五公尺至十五公尺高，產生卷鬚，以助於攀爬鄰近的植物或建構。
莖節可以生根，這種能力其他南瓜屬物種缺乏。長年生長可以成為半木本，但多數商業種植的都是一年生。
葉像無花果的葉子，這也是本物種的英文名稱「fig-leaf gourd」及拉丁種小名「ficifolia」的來源。
花雌雄同株，須要昆蟲授粉，顏色為黃至橘。
果實是長橢圓形為深至淺綠帶白色斑紋，就好像西瓜那樣，瓜籽也是黑色的。外型高度統一，直徑為20厘米，重量為5至6公斤，並可以產生高達500顆的種子。果實如保持乾燥採收後可存放長年且不壞。

## 種植
魚翅瓜的自然高度範圍一千到三千米，平時那裡的降雨量是很大。但是它也可以在其他高度生長，可能是由於它的耐寒根系統和病毒的阻隔。它卷鬚可發育成根，如果錨入土壤中，並且可以繁殖一次新的植株，它可以被移動到新的地點。因為它不是很耐霜凍，它往往是種植後，這種風險已經過去了。植株可以承受短期隔夜霜凍。

## 用途
花、葉與嫩芽在墨西哥被做為沙拉食用，最營養的部分為富含脂肪與蛋白質的種子，在墨西哥它們被用來做”palanquetas”是一種類似台灣花生糖的甜點，而果實在世界各地有多種料理方式，未成熟的果肉類似瓠瓜須煮熟後才能食用；而成熟的果肉味淡甜可做糕餅甜點飲料有時被做成酒精飲料。在西班牙被做成名為"cabello de ángel"(意為天使的髮絲)的果醬，而在加泰隆尼亞這種果醬被做為派及糕點的餡料。在葡萄牙稱為chila" 或 "gila"被廣泛用在葡萄牙傳統甜點及糕餅。在智利及阿根廷也被做為果醬，而哥斯大黎加在復活節期間將其做為甜餡餅的餡料。在亞洲常做成湯羹如素魚翅羹，並傳說對糖尿病有幫助，而許多科學研究證實因其高D-手性肌醇的含量，能有效地用於治療糖尿病。
不過β-胡蘿蔔素低(這可以從其白色的果肉看出來)，及相對較低的維生素和礦物質，和適度的碳水化合物。

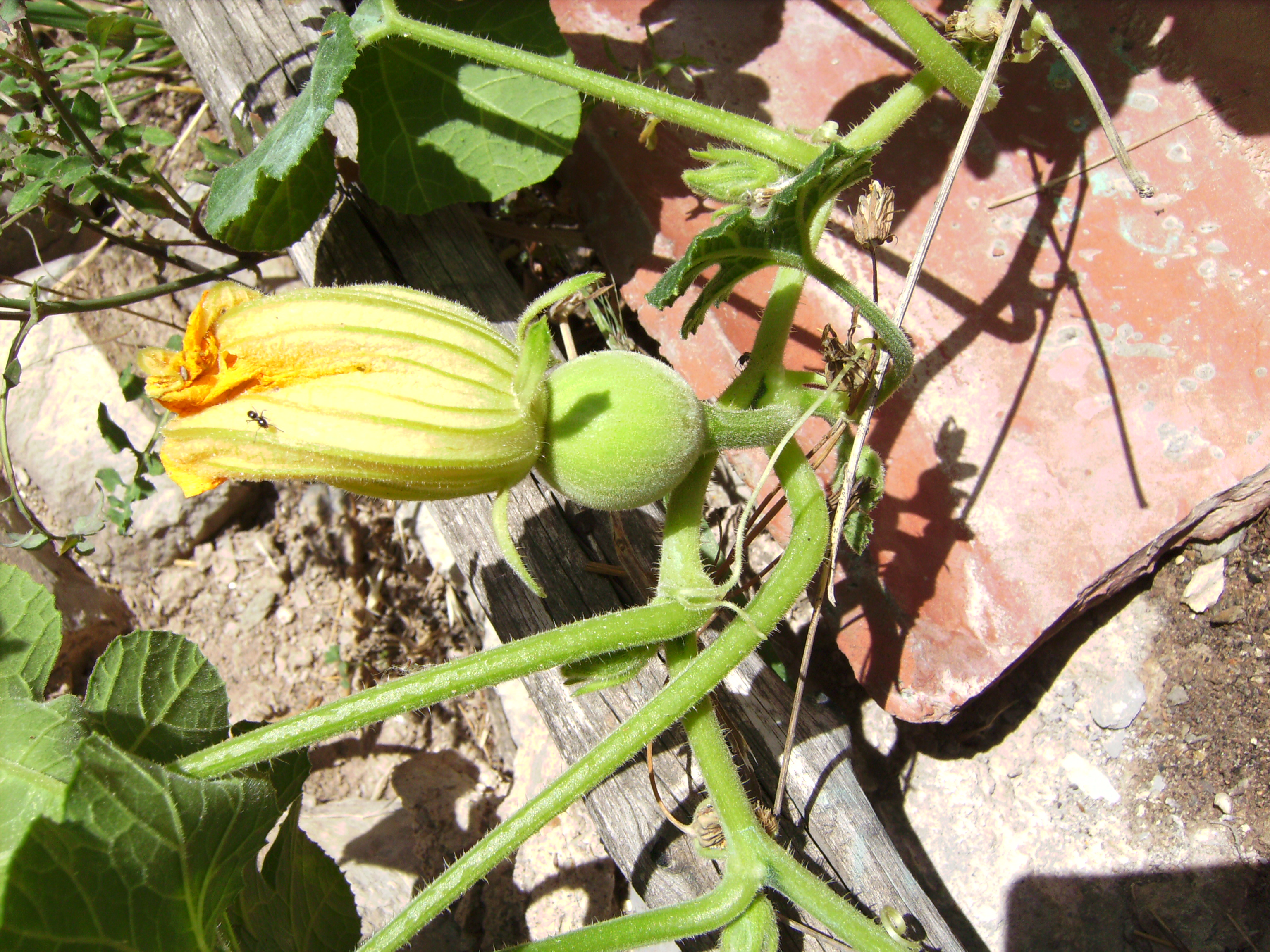
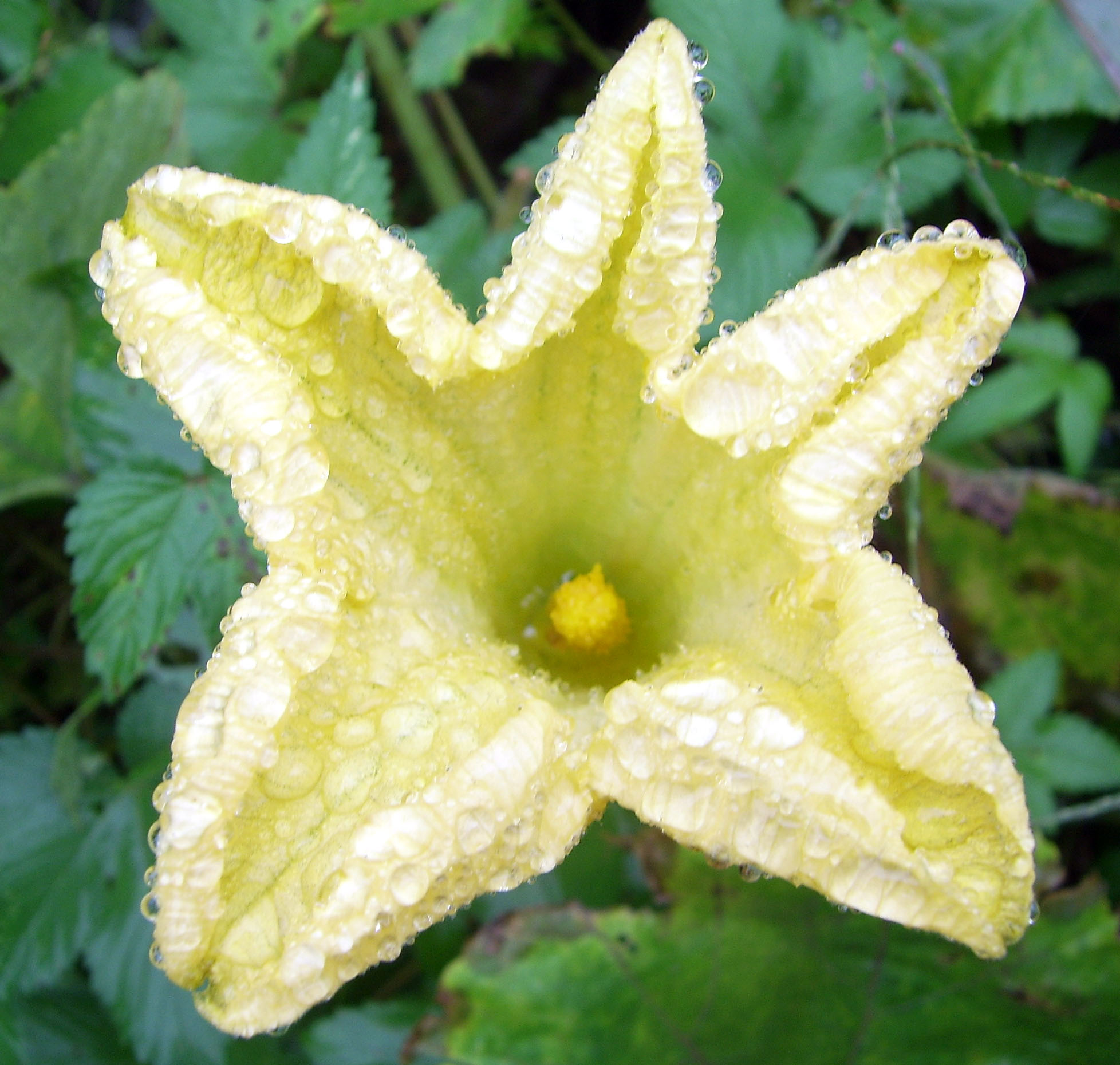
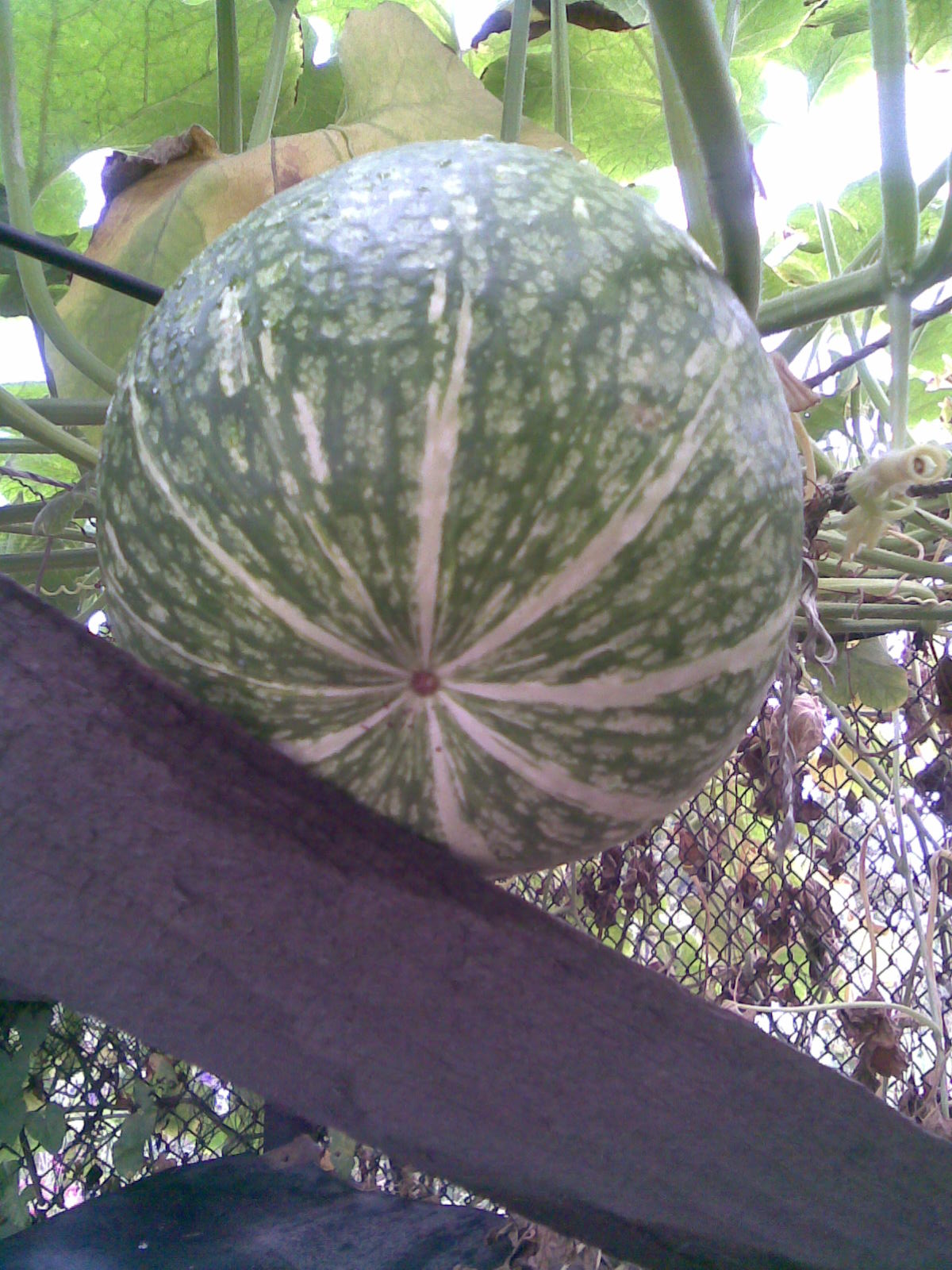
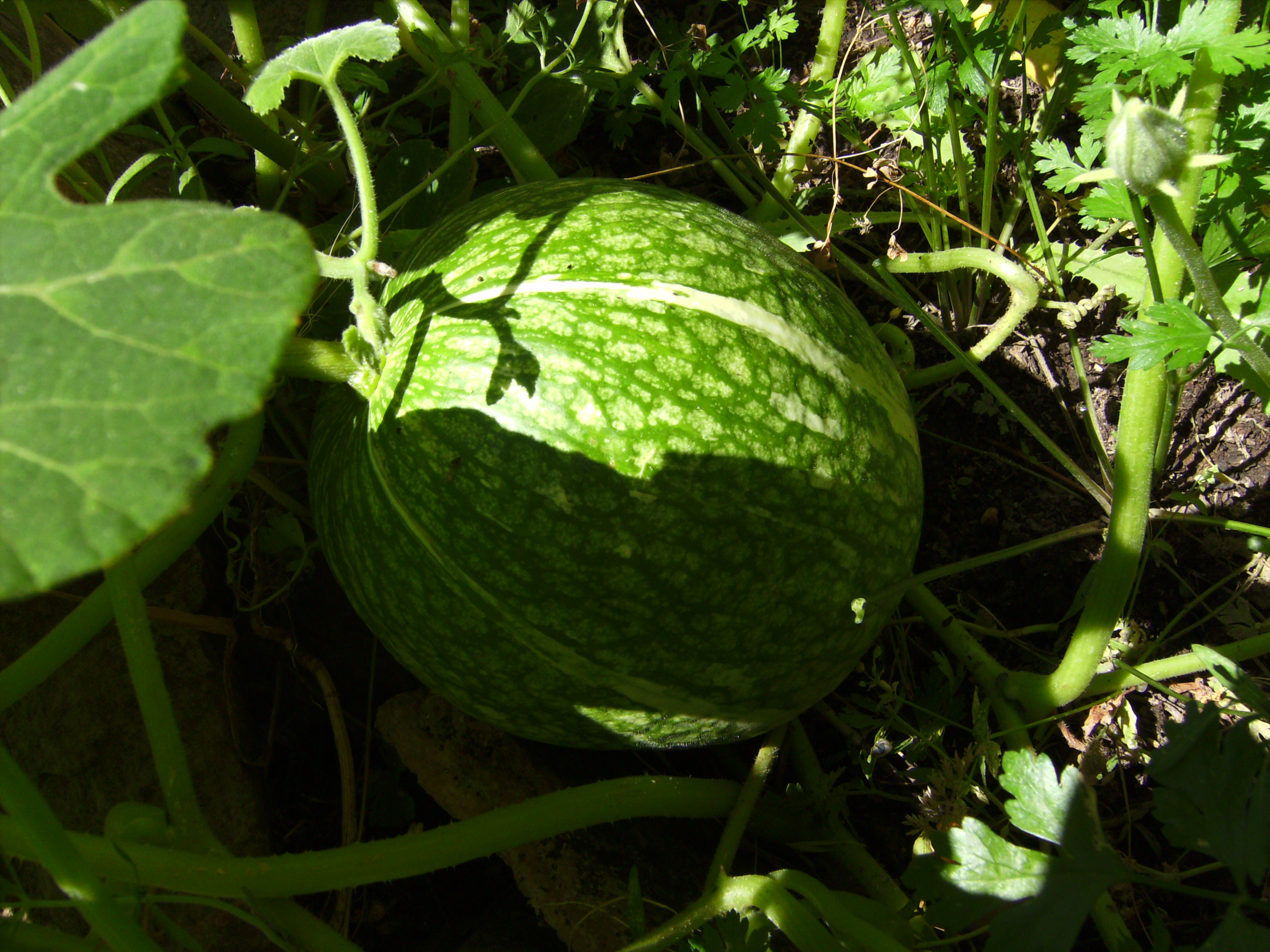